# Tonokawa Yūto
Tonokawa Yūto (都乃河 勇人 (Đô Nãi Hà Dũng Nhân) sinh ngày 25 tháng 1) (bút danh) là một nhà văn người Nhật đến từ tỉnh Saitama, Nhật Bản và hiện đang làm việc cho hãng phát triển visual novel Key thuộc quyền Visual Art's. Ông bắt đầu cộng tác với Key từ tựa game thứ sáu của họ là Little Busters! và đã viết kịch bản cho hai nhân vật nữ chính: Kamikita Komari và Kurugaya Yuiko. Tonokawa cũng viết kịch bản cho nhân vật Sasasegawa Sasami ở phần Little Busters! Ecstasy. Ông đã viết lời cho một trong những ca khúc chủ đề kết thúc của trò chơi này là "Alicemagic", đó cũng là lần đầu tiên Tonokawa trở thành một nhạc sĩ thật thụ. Do Maeda Jun đã giải nghệ và không còn là nhà biên kịch chính cho các sản phẩm của Key, Tonokawa được chấm để thay thế Maeda và trở thành người viết hầu hết kịch bản cho tựa game thứ chính của Key là Rewrite. Trong số các nhân viên chủ chốt của Key, Tonokawa là người cập nhật trang blog chính thức của công ty thường xuyên nhất. Mặc dù đạt nhiều thành tích như thế, Tonokawa vẫn luôn tự đánh giá bản thân ông "chỉ là một nhà văn không đủ năng lực" mà thôi. Tháng 7 năm 2008, Tonokawa được sống trong cùng một căn hộ ở Osaka mà Maeda đã từng ở, dù ông không hề biết điều đó mãi cho đến lúc đã chuyển đến ở trong ngôi nhà nay.

## Tiểu sử

### Thời trai trẻ
Tonokawa Yūto bắt đầu viết văn từ khi mới chỉ học trung học cơ sở, mặc dù chúng chỉ là những mẫu truyện ngắn. Ông tuyên bố rằng dù bản thân chẳng bao giờ thích đọc nhiều, ông đã xem qua light novel và văn học hiện đại khi đang học phổ thông. Lúc còn ở trung học, Tonokawa đã đọc các tác phẩm triết học của Søren Kierkegaard và Ludwig Wittgenstein, cùng văn hóa dân gian Nhật Bản của Yanagita Kunio và Orikuchi Shinobu. Một vài ước mơ của Tonokawa là trở thành diễn viên lồng tiếng hay tác giả manga, nhưng chúng mãi không thể thực hiện được cho đến khi ông học trung học và quyết chí trở thành một nhà biên kịch. Cho dù Tonokawa muốn làm những thứ có liên quan đến việc kể các câu chuyện, ông cảm thấy rằng có rất nhiều cách có thể cùng đạt được mục đích đó. Trong lúc vẫn còn đi học, Tonokawa thử dùng mã kịch bản của game engine KiriKiri và làm một "novel game" ưa thích, nhưng nó không có hình ảnh và âm nhạc. Ông cảm thấy đó là một kinh nghiệm tốt để trở thành nhà biên kịch thật thụ từ khi phát hiện sự khác nhau giữa việc viết kịch bản tiểu thuyết với việc viết kịch bản cho trò chơi.

### Sự nghiệp
Ban đầu, Tonokawa đến Visual Art's và làm thử việc cho nhiều chi nhánh của công ty này, nhưng trùng hợp thay vì đó cũng là thời gian Maeda Jun của Key (một công ty con cũng thuộc Visual Art's) đang tìm kiếm một người viết kịch bản khác tham gia vào đội ngũ và dẫn đến việc cuối cùng Tonokawa đã gia nhập Key với vai trò là một nhà biên kịch. Tonokawa đáng lẽ bước đầu đã có thể gây được sự chú ý của người giám định vì 600 trang lý lịch trong đó có một kịch bản tập trung xoay quanh một nhân vật nữ, nhưng vì chưa có thị trường tiêu thụ loại kịch bản này vào thời điểm đó nên sau đó ông phải điền lại vào một đơn xin việc bình thường. Trả lời phỏng vấn, Tonokawa nói rằng ông đã làm việc cho Key gần như ngay lập tức sau khi vừa tốt nghiệp đại học, và ông cảm thấy điều này như một bước ngoặt lớn trong cuộc đời mình. Tonokawa cho rằng Maeda có một sự ảnh hưởng lớn đến cuộc đời ông, và nếu không nhờ Maeda, ông sẽ không thể có được vị trí đang đứng ngày hôm nay. Ban đầu, Tonokawa được đề nghị làm việc với vai trò là người viết thuê sẽ giúp đỡ Maeda với chức danh trợ lý kịch bản, nhưng sau đó ông trở thành một trong những nhân viên chủ chốt do nhu cầu cấp bách cần vị trí cho một nhà biên kịch mới.
Thời điểm Tonokawa gia nhập Key là vào tháng 8 năm 2005, các nhân viên lúc đó đang dò lỗi cho tựa game thứ năm của họ là Tomoyo After ~It's a Wonderful Life~. Ông bắt đầu làm việc với Key kể từ tựa game thứ sáu của họ là Little Busters! và đã viết kịch bản cho hai trong số những nhân vật nữ chính: Kamikita Komari và Kurugaya Yuiko. Tonokawa cũng viết kịch bản luôn cho Sasasegawa Sasami ở phần Little Busters! Ecstasy. Ông viết lời cho một trong những ca khúc chủ đề kết thúc của Little Busters! là "Alicemagic", đó là lần đầu tiên ông bắt đầu sự nghiệp phổ lời nhạc của mình, dù cảm thấy việc sáng tác nhạc rất là khó. Tonokawa cũng viết một số kịch bản bổ sung cho Takafumi và Kanako trong phiên bản PlayStation 2 của Tomoyo After ~It's a Wonderful Life~. Do Maeda từ bỏ vai trò viết kịch bản chính cho Key sau khi sản xuất Little Busters!, Tonokawa là nhà biên kịch chính thay thế Maeda, bắt đầu từ tựa game thứ chín của Key là Rewrite.

## Công việc

### Kịch bản game
- Tomoyo After ~It's a Wonderful Life~[17] (PS2, 2005)
- Little Busters![1] (2007)
- Little Busters! Ecstasy[1] (2008)
- Rewrite[2] (2011)

### Ca khúc
- Alicemagic[1] (viết lời, Little Busters!)
- Philosophyz[2] (viết lời, Rewrite)